# Łaziska (gmina w guberni warszawskiej)
Łaziska – dawna gmina wiejska istniejąca w XIX wieku w guberni warszawskiej. Siedzibą władz gminy były Łaziska.
Za Królestwa Polskiego gmina Łaziska należała do powiatu mińskiego w guberni warszawskiej.
Gminę zniesiono w połowie 1870 roku a jej obszar włączono do gminy Jakubów.